# 会同县人民政府
26°53′35″N 109°44′29″E / 26.892992°N 109.741292°E
会同县人民政府（简称会同县政府）是中华人民共和国湖南省怀化市会同县的行政管理机关。现任县长是苏振，2021年上任。

## 沿革
1949年10月4日，中国人民解放军第四野战军13兵团112师334团进驻会同县，歼灭国民党100军直属部队、103军直属部队4000余人，另外有部队投降。:4311月1日，南下工作团在洪江镇成立中国共产党会同县委员会、会同县人民政府。:43

## 历任县长
| 姓名   | 就任日期   | 卸任日期  | 备注  |
| ------ | ---------- | --------- | ----- |
| 宋智富 | 2001年11月 | 2004年2月 |       |
| 赵婉玉 | 2004年2月  | 2008年4月 |       |
| 杨陵俐 | 2008年4月  | 2013年4月 | [ 2 ] |
| 周立志 | 2013年4月  | 2021年6月 | [ 3 ] |
| 苏振   | 2021年6月  |           | [ 4 ] |